# Can Prunell
Can Prunell és una masia de Girona inclosa a l'Inventari del Patrimoni Arquitectònic de Catalunya.

## Descripció
La masia és de planta rectangular, aproximadament de 21 per 16 metres de costat, incloent-hi la torre ubicada en l'angle sud-oest. El volum és de planta baixa i pis, amb la coberta a dues aigües, clarament adossat a la torre. La major part de finestres són de llinda de pedra, clàssiques, algunes d'elles reformades recentment. La façana principal ha estat modificada recentment per adaptar-la l'edifici a usos de restauració (2012).
La torre de defensa és situada a l'angle sud-oest. És de planta rectangular, de 6 per 12 metres, de planta baixa i dos pisos, amb coberta a doble vessant, recentment també restaurada. És d'obra de pedra petita, amb cadenat cantoner de carreus. Presenta diverses finestres de llinda i llinda en totes les façanes i pisos, dues d'elles espitllerades.
En una de les finestres, a la llinda, hi ha la inscripció “al primer dia d'abril de l'any 1585 fet per mi Anton Prunell”. Segons documentació, el mas era de Joan Prunell l'any 1505.

## Història
En la llinda d'una de les finestres es llegeix: "Al primer dia d'abril de l'any 1585 fet per mi Anton Prunell". Segons J. Marquès, el mas era de Joan Prunell l'any 1505, que també posseïa el mas Joan, del qual feu reconeixement el 6 de juny de 1506 i va vendre a Narcís Bofill de Girona el 16 de juliol de 1669. Entre 1628 i 1669 el tenia Narcís Prunell.